# Џек Николсон
Џон Џозеф „Џек“ Николсон (енгл. John Joseph "Jack" Nicholson; Нептун Сити, 22. април 1937) амерички је филмски глумац, режисер, сценариста и продуцент.
У почетку је глумио у нискобуџетним, углавном хорор филмовима. Из анонимности излази 1969. године након улоге провинцијског адвоката у филму Голи у седлу. Убрзо се намеће низом значајних улога типичних антагониста и неуротичних аутсајдера, те најувјерљивије тумачи бунтовне, неприлагођене и асоцијалне особе. Џек Николсон је иначе познат и као велики борац против насиља на филму.

## Биографија

### Младост
Николсон је рођен 22. априла 1937. године у месту Нептун Сити у Њу Џерзију. Његова мајка, Џун Франсес Николсон (1918—1963), била је плесачица у локалном позоришту, која је чврсто веровала да ће под уметничким именом Џун Нилсон постићи значајну каријеру. Њени планови су се пореметили кад је остала трудна и због тога се 16. 10. 1936. године удала за колегу с посла, Доналда Фурсила (1909—1997). Међутим, њихов брак је убрзо поништен, јер је Доналд Фурсило већ био ожењен. Премда је он признао дете и обавезао се да ће о њему водити бригу, умешала се Етел Николсон (1898—1970), бака с мајчине стране, захтевајући да се она настави да брине о унуку. Тако ће се, образложила је, њена кћи моћи посветити каријери од које су сви много очекивали. Џон Џозеф Николсон (1898—1955), деда славног глумца, потомак холандских досељеника, радио је у робној кући, и враћао се са посла углавном пијан. Родитељи тек рођеног дечака сложили су се с Етел Николсон, па је Џек добио презиме своје мајке и наставио с њом да живи у кући деде и бабе. Како се у том окружењу никада више није спомињало име Доналда Фурсила, Џек Николсон је одрастао у уверењу како су му деда и бака родитељи, а мајка — сестра.
Да парадокс буде већи, тек је новинар недељника Тајмс, који је 1974. године писао велики чланак о тада младом глумцу у успону, открио да му је жена за коју је веровао да му је сестра — заправо мајка. Како су бака и мајка умрле много пре тога (1970. и 1963), више нико није могао да сведочи о томе, а Николсон није желио да разговара с новинаром.
Како је постајао славнији, тако је питање о његовом оцу побуђивало све више занимања. У разним нагађањима најдаље је отишао Патрик Макгилиган, који је 1995. године објавио књигу „Џеков живот”. Он је поставио тезу да је отац славног глумца могао бити и Еди Кинг (имигрант из Летоније, рођен као Едгар А. Киршфелд), управник позоришта у којем је радила Николсонова мајка. Доналд Фурсило одмах је енергично отклонио такву могућност, те признао како је браком с Џун, додуше починио бигамију, али да очинство никада није порицао. Иако је у време изласка књиге постојала могућност да се очинство с великом сигурношћу утврди ДНК анализом, и тиме избегну сва даљња нагађања, Николсон је то категорично одбио. „Отац је особа која ти помаже док одрасташ, а не неко ко има исте спирале у генском коду”, објаснио је.

## Награде

### Освојене награде
- Награђен Оскаром као најбољи главни глумац у филму Лет изнад кукавичјег гнезда, 1975. године
- Награђен Оскаром као најбољи главни глумац у филму Добро да боље не може бити, 1997. године
- Награђен Оскаром као најбољи споредни глумац у филму Време нежности, 1983. године
- Награђен Златним глобусом у категорији драме, као најбољи главни глумац у филму Кинеска четврт, 1975. године
- Награђен Златним глобусом у категорији драме, као најбољи главни глумац у филму Лет изнад кукавичјег гнезда, 1976. године
- Награђен Златним глобусом у категорији драме, као најбољи главни глумац у филму Све о Шмиту, 2003. године
- Награђен Златним глобусом у категорији мјузикл или комедија, као најбољи главни глумац у филму Част Прицијевих, 1985. године
- Награђен Златним глобусом у категорији мјузикл или комедија, као најбољи главни глумац у филму Добро да боље не може бити, 1997. године
- Награђен Златним глобусом као најбољи споредни глумац у филму Време нежности, 1984. године
- Награђен БАФТА наградом, као најбољи главни глумац у филму Лет изнад кукавичјег гнезда, 1976. године
- Награђен БАФТА наградом, као најбољи главни глумац у филму Кинеска четврт, 1974. године
- Награђен БАФТА наградом, као најбољи главни глумац у филму The Last Detail, 1974. године
- Награђен БАФТА наградом, као најбољи споредни глумац у филму Reds, 1982. године

### Номинације
- Номинован за Оскара као најбољи споредни глумац у филму Easy Rider, 1969. године
- Номинован за Оскара као најбољи главни глумац у филму Five Easy Pieces, 1970. године
- Номинован за Оскара као најбољи главни глумац у филму The Last Detail, 1973. године
- Номинован за Оскара као најбољи главни глумац у филму Кинеска четврт, 1974. године
- Номинован за Оскара као најбољи споредни глумац у филму Reds, 1981. године
- Номинован за Оскара као најбољи главни глумац у филму Част Прицијевих, 1985. године
- Номинован за Оскара као најбољи главни глумац у филму Ironweed, 1987. године
- Номинован за Оскара као најбољи споредни глумац у филму Неколико добрих људи, 1992. године
- Номинован за Оскара као најбољи главни глумац у филму Све о Шмиту, 2002. године

## Филмографија
| Улоге Џека Николсона |                             |               |                                  |          |
| Година               | Српски назив                | Изворни назив | Улога                            | Напомена |
| 1958.                |                             |               | Џими Волас                       |          |
| 1960.                |                             |               | Џони Варон                       |          |
| 1960.                |                             |               | Бади                             |          |
| 1960.                | Мала продавница страве      |               | Вилбур Форс                      |          |
| 1960.                |                             |               | Вири Рајли                       |          |
| 1962.                |                             |               | Вил Броцијус                     |          |
| 1963.                | Гавран                      | The Raven     | Рексфорд Бедло                   |          |
| 1963.                |                             |               | наредник Андре Дувалијер         |          |
| 1964.                |                             |               | Долан                            |          |
| 1964.                |                             |               | Џеј Викем                        |          |
| 1964.                |                             |               | Барнет                           |          |
| 1965.                |                             |               | Вес                              |          |
| 1967.                |                             |               | Били Спир                        |          |
| 1967.                |                             |               | песник                           |          |
| 1968.                |                             |               | Стони                            |          |
| 1969.                | Голи у седлу                |               | Џорџ Хансон                      |          |
| 1970.                |                             |               | Бани                             |          |
| 1970.                |                             |               | Тед Прингл                       |          |
| 1970.                |                             |               | Роберт Ероика Дјупеа             |          |
| 1971.                |                             |               | Џонатан Ферст                    |          |
| 1971.                |                             |               | Мич                              |          |
| 1972.                |                             |               | Дејвид Стеблер                   |          |
| 1973.                |                             |               | Били Бедас Бадски                |          |
| 1974.                | Кинеска четврт              |               | Џејк „Џеј-Џеј” Гитис             |          |
| 1975.                |                             |               | Дејвид Лок                       |          |
| 1975.                |                             |               | А. Кваксон                       |          |
| 1975.                |                             |               | Оскар Саливан алијас Оскар Дикс  |          |
| 1975.                | Лет изнад кукавичјег гнезда |               | Рендл Патрик Макмарфи            |          |
| 1976.                | Двобој на Мисурију          |               | Том Логан                        |          |
| 1976.                |                             |               | Бример                           |          |
| 1978.                | Идемо на југ                |               | Хенри Лојд Мун                   |          |
| 1980.                | Исијавање                   |               | Џек Торенс                       |          |
| 1981.                | Поштар увек звони двапут    |               | Френк Чејмберс                   |          |
| 1981.                | Црвени                      |               | Јуџин „Џин” О’Нил                |          |
| 1982.                |                             |               | Чарли Смит                       |          |
| 1983.                | Време нежности              |               | Гаред Бридлав                    |          |
| 1985.                | Част Прицијевих             |               | Чарли Партана                    |          |
| 1986.                |                             |               | Вертелер                         |          |
| 1986.                | Љубавна бољка               |               | Марк Луис Формен                 |          |
| 1987.                | Вештице из Иствика          |               | Дерил Ван Хорн                   |          |
| 1987.                |                             |               | Бил Рорич                        |          |
| 1987.                | Челични коров               |               | Френсис Фелан                    |          |
| 1989.                | Бетмен                      |               | Џокер/Џек Напијер                |          |
| 1990.                | Два Џејка                   |               | Џек Гитис                        |          |
| 1992.                |                             |               | Јуџин Ерл Акслајн (Хари Блис)    |          |
| 1992.                | Неколико добрих људи        |               | пук. Нејтан Р. Џесеп             |          |
| 1992.                | Хофа                        |               | Џејмс Р. „Џими” Хофа             |          |
| 1994.                | Вук                         |               | Вил Рандал                       |          |
| 1995.                | Чувар прелаза               |               | Фреди Гејл                       |          |
| 1996.                | Крв и вино                  |               | Алекс Гејтс                      |          |
| 1996.                |                             |               | Гарет Бридлав                    |          |
| 1996.                | Марс напада!                |               | председник Џејмс Дејл / Арт Ланд |          |
| 1997.                | Добро да боље не може бити  |               | Мелвин Удал                      |          |
| 2001.                | Завет                       |               | Џери Блек                        |          |
| 2002.                | Све о Шмиту                 |               | Ворен Шмит                       |          |
| 2003.                | Без љутње, молим            |               | др Бади Рајдел                   |          |
| 2003.                | Само не ти                  |               | Хери Санборн                     |          |
| 2006.                | Двострука игра              |               | Френк Костело                    |          |
| 2007.                | Листа последњих жеља        |               |                                  |          |
| 2010.                |                             |               |                                  |          |
| 2010.                |                             |               |                                  |          |

### Познати глумци с којима је сарађивао
- Леонардо Дикаприо (The Departed)
- Мет Дејмон (The Departed)
- Кијану Ривс (Something's Gotta Give)
- Адам Сандлер (Anger Management)
- Том Круз (A Few Good Men)
- Деми Мур (A Few Good Men)
- Ким Бејсингер (Batman)
- Мишел Фајфер (The Witches of Eastwic)
- Џенифер Лопез (Blood And Wine)
- Роберт де Ниро (The Last Tycoon)
- Ворен Бејти (Reds)